# Sabiá-coleira

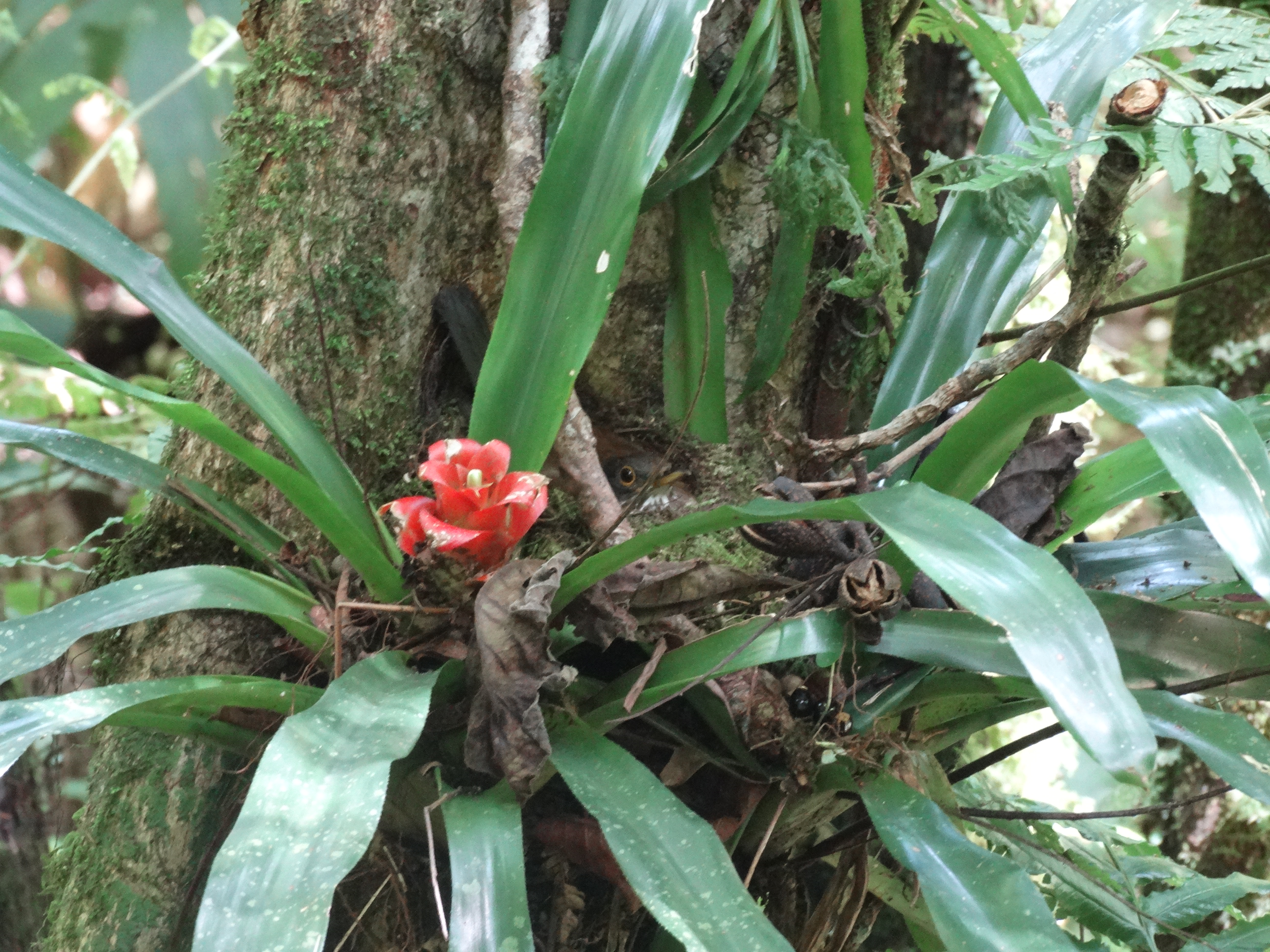
Sabiá-coleira incubando ovos.

O sabiá-coleira (Turdus albicollis) é uma ave da família Turdidae do grupo dos sabiás, também conhecida como sabiá-gato e carachué-coleira.
Mede aproximadamente 23 cm. Esta ave vive em todo o litoral brasileiro, sendo encontrado com abundância na Mata Atlântica. É muito comum em floretas úmidas e altas, procurando como seu habitat as encostas dos morros. O sabiá-coleira alimenta-se de frutas e insetos. Constrói ninhos na forma de taça, composto de musgos, barro e material vegetal. Apresenta comportamento de monogamia social, mas relações extra par são comuns.